# Räto Tschupp
Räto Tschupp (Thusis, Suiza, 30 de julio de 1929 - Coira, 12 de febrero de 2002), fue un director de orquesta suizo.
Tschupp fue conocido por su compromiso con los compositores suizos del siglo XX. Dirigió más de cien estrenos de obras contemporáneas, muchas de las cuales estaban dedicadas a él.

## Vida artística
Muy dotado musicalmente, tocó varios instrumentos a una edad temprana y obtuvo el diploma de piano en Zúrich después de estudiar con Czeslaw Marek, en el Conservatorio de Zurich (actual Escuela Superior de las Artes de Zúrich). 
De 1954 a 1957 se formó como director de orquesta con Erich Schmid, un artista abierto a los nuevos y últimos desarrollos del modernismo, también estudió contrabajo. Räto Tschupp también recibió importantes impulsos intelectuales de Kurt von Fischer, el entonces profesor titular de musicología en Zúrich. Hans Rosbaud, quien jugó un papel clave junto a Schmid, le dio acceso al distrito de Schönberg del segundo período de posguerra.
A través de estas experiencias, Tschupp creció en la convicción de que lo nuevo y audaz puede representarse en contrapunto con lo antiguo y lo tradicional.
Fue un golpe de suerte para Suiza que fundó su propia orquesta de cámara en 1957, la Orquesta de Cámara Camerata Zúrich, que desempeñó un papel importante en la creación del repertorio moderno de música de cámara suiza y fue dirigida por él durante más de cuarenta años hasta su muerte.
De 1975 a 1996, Tschupp fue el sucesor de Erich Schmid, director del Coro Mixto de Zúrich (Coro Mixto de Zúrich). De 1976 a 1988, Räto Tschupp fue profesor en la Universidad de Música de Karlsruhe, donde enseñó dirección. De 1989 a 2001, Tschupp fue director principal de la Orquesta Sinfónica de Aargau. En el curso de su trabajo, Tschupp interpretó varios trabajos para varios sellos discográficos con varias orquestas y coros, incluyendo conciertos de flauta de Gluck y Cimarosa, una antología de música europea después de la Revolución Francesa y obras de compositores suizos como Wladimir Vogel, Paul Müller-Zürich, Hermann Haller o Josef Haselbach.
Escribió una monografía sobre Hugo Pfister, publicada en 1973 por el editor de libros de música Atlantis. Su estrecha conexión con los círculos científicos, especialmente la Biblioteca Central de Zúrich, le permitió a él como intérprete encontrar rarezas artísticas medio olvidadas, y como coorganizador, ha hizo sugerencias esenciales sobre temas para el Festival de junio de Zúrich. En 1974, Räto Tschupp recibió la Medalla Nägeli de la ciudad de Zúrich por servicios especiales a la vida musical de Zúrich, y en 1979 la Medalla Janáek. En 1997, Hug & Co. publicó un documental titulado "Cuarenta años de Camerata Zurich".
En 1999, para su 70 cumpleaños, apareció una publicación en la comisión Hug & Co., cuyas contribuciones del concejal Thomas Wagner (prólogo), Chris Walton, Jakob Knaus, Andreas Weiss, Martin Germann, Verena Naegeli, Martin Derungs y Ulrich Stranz Dar plenitud de lo logrado. Una personalidad es diferente en Räto Tschupp que es indispensable en la vida musical de Zúrich y Suiza.
Junto con su esposa, la arquitecta Els Tschupp-van Gastel (1919-2016), elaboró en su casa de vacaciones en Heinzenberg GR un directorio de nombres de campos y granjas para el municipio de Tschappina, basándose en el plan municipal, la inspección y el estudio de lugareños y el avistamiento de evidencia documental en los archivos.

## Discografía y grabaciones sonoras
- Francis Poulenc: Concierto para órgano, cuerdas y timbales en sol menor, FP93 (1938), grabación de sonido de la Radio Symphony Orchestra Basel, Joachim Krause Organ, Dirección Räto Tschupp; Stadtcasino Basilea, 16 de abril de 1989; Fonoteca Svizzera Lugano (BSFILE18585) https://www.fonoteca.ch/cgi-bin/oecgi4.exe/inet_fnbasedetail?REC_ID=18585.046&LNG_ID=DEU

- Sinfonietta FP141 (1947).

- Ludwig van Beethoven, The Emperor Concerto No 5 In E Flat Major, Nürnberger Symphoniker Conducted By Räto Tschupp, 1970.[3]

- Franz Liszt / Hanae Nakajima / Nürnberger Symphoniker / Rato Tschupp* / Dr. Max Loy* - Piano Concerto No. 2 In A Major For Piano And Orchestra / "Tasso" Lament And Triumph, Symphonic Poem No. 2[4]